# Мишка принимает бой
«Мишка принимает бой» — советский художественный фильм режиссёра Олега Николаевского.

## Сюжет
22 июня 1941 года. Обычное утро в пионерском лагере в приграничном районе СССР. Пионеры занимаются хозяйственными работами, плещутся в реке, и вдруг видят спускающихся парашютистов. Дети восхищённо обсуждают «военные манёвры», не зная, что это немецкий десант, и что сегодня началась война. С первыми автоматными выстрелами заблуждение развеивается…

Пионерлагерь захватывает подразделение СС, арестованных взрослых увозят, а детей готовят к отправке в Германию.

## В ролях
- Юра Шергин — Мишка Скворцов
- Саша Довгуль — Костя Малышев
- Ира Родионова — Катя Коробова
- Михаил Чигарёв — Василий Королёв, младший лейтенант
- Виталий Беляков — «Красноармеец»
- Игорь Варпа — Штимме Ганс, майор
- Владимир Довейко — Штарке Рудольф, воспитатель
- Адольф Ильин — Толстомордый, полицай
- Светлана Дидоренко — Маринка
- Даниил Нетребин — Коробов Фёдор
- Юрий Мельницкий — Водовоз

### В эпизодах
- Николай Пишванов — дед
- Олег Николаевский — Матвей Степанович, директор пионерлагеря

## Факты
- Фильм снят по повести «Мальчик и танк» советского писателя Иосифа Дика. Почти всё, что было в повести, вошло в фильм, за исключением нескольких эпизодов. Например, в повести при освобождении Маринки дядя Вася попадает в плен вместе с Маринкой, но их освобождает Мишка, выехавший на танке. Не стали показывать в фильме, что полицаи — бандеровцы.
- Фильм снимали в пионерлагере «Чайка» у деревни Дахновка, Черкасского района на Украине.